# Thomas Nashe
Thomas Nashe (botezat în noiembrie 1567, Lowetoft, Suffolk, Anglia – circa 1601, Yarmouth, Norfolk), (ortografie alternativă, Nash) a fost un dramaturg, poet, satirist, scriitor și important pamfletar al epocii elisabetane.:5
Nashe este cel mai bine cunoscut pentru romanul Călătorul nenorocos/nefericit (în original, The Unfortunate Traveller, pamfletele sale (incluzând cunoscutul en  Pierce Penniless) precum și pentru numeroasele sale apărări ale bisericii anglicane, Church of England.

## Biografie
Nashe a fost fiul preotului William Nashe și al Margaretei Janeth (născută Witchingham). S-a născut și a fost botezat în localitatea Lowestoft, aflat pe coasta comitatului Suffolk, unde tatăl său, William Nashe, ori Nayshe, așa cum fusese înregistrat, fusese preot. Deși mama sa, Janeth, a născut de șapte ori, doar doi băieți au supraviețuit copilăriei, Israel (născut în 1565) și Thomas.:11